# 브렉시트

영국과 나머지 유럽연합 국가들

브렉시트(Brexit)는 영국이 유럽 연합을 탈퇴한다는 의미로, 영국(Britain)과 탈퇴(exit)를 합쳐서 만든 합성어이다.
1975년 영국에서는 유럽 경제 공동체(EEC)의 잔류 여부를 묻는 국민투표가 실시됐다. 약 67%가 잔류에 투표하면서 유럽 경제 공동체에 잔류하는 것으로 결론이 내려졌다.
2016년 영국 유럽 연합 회원국 국민투표를 통해 다시 한번 유럽 연합에서 탈퇴해야 하는지 여부를 묻는 투표가 있었다. 영국 의회는 2015년 영국의 유럽 연합 탈퇴 국민투표법이 통과되자 국민 투표를 준비했다.
2016년 6월 열린 영국 국민투표 개표 결과 72.2%의 투표율에 51.9%의 찬성(17,410,742표), 반대 48.1%(16,141,241표), 기권(26,033표)로 영국의 유럽 연합 탈퇴가 확정되었고, 2020년 1월 31일 23시부로 유럽 연합에서 정식으로 탈퇴하였다.

## 1975년 국민투표
1975년 영국은 자국이 EEC에 잔류할 것인지에 관한 국민투표를 실시하게 된다. 투표 전 주요 정당들과 유수 언론들은 모두 EEC 회원국 유지에 힘을 실었다. 그러나 여당이었던 노동당 내부에선 상당한 분열이 일어났는데, 1975년 4월 26일 하루동안 열린 당 집회에서 반대 여부를 묻는 표결에 당 지도부가 2:1의 비율로 반대한다고 했기 때문이었다. 내각에서도 친유럽주의 강경파 성향의 장관과 유럽회의주의 강경파 성향의 장관으로 분열되는 모습을 보이자, 해럴드 윌슨 수상은 구성 관례 중 하나인 내각 연대 책임을 중단하고 장관들이 한쪽 입장에 대해 대중적으로 캠페인을 벌일 수 있게 허용했다. 내각 일원 23인 중 7인은 EEC 회원국 유지에 반대했다.
1975년 6월 5일, 영국의 전 선거구 유권자는 다음과 같은 질문에 가부를 표했다.
"귀하는 영국이 유럽 공동체(공동 시장)에 남아야 한다고 생각하십니까?"
Do you think the UK should stay in the European Community (Common Market)?

투표가 이뤄진 결과, 셰틀랜드 제도와 아우터헤브리디스를 제외한 영국 전역의 대다수 행정구에서 '찬성 (Yes)' 표가 다수를 차지했다. 이 같은 결과에 따라 영국은 EEC 회원국으로 남게 되었다.
| 찬성표     | 찬성 (%) | 반대표    | 반대 (%) | 투표율 (%) |
| ---------- | -------- | --------- | -------- | ---------- |
| 17,378,581 | 67.2     | 8,470,073 | 32.8     | 64.5       |

## 중간기
1983년 영국 총선에서 야당이였던 노동당은 EEC 탈퇴를 공약으로 삼았다. 하지만 마거릿 대처의 보수당 정권에게 크게 패배하며, 노동당은 당론을 EEC 탈퇴에서 잔류로 방향을 바꾼다.
마스트리흐트 조약의 결과에 따라 1993년 11월 1일 EEC는 유럽연합(EU)이 되었다. 순수 경제 공동체로서 시작된 EEC는 곧 정치 기구로 발전했으며 이에 따라 이름이 바뀌게 된 것이다.
1994년 제임스 골드스미스에 의해 창당된 '국민투표당'이 1997년 영국 총선에 참가하면서 영국의 유럽연합 잔류 여부에 대한 국민투표를 주장했다. 547개의 지역구에 후보를 등록하였고 선거에서는 득표수 810,860표로 총 2.6%의 득표율을 기록하여 한 의석도 건지지 못하고 재정난이 겹치면서 해산되었다.
유럽회의주의적 정치 정당인 영국 독립당(UKIP)도 1990년대 초기에 결성되었다. UKIP는 2004년 유럽 의회 선거에 참가해 영국내 3당 위치에 오르게 되었고, 2009년 유럽 의회 선거에서는 영국내 제2당으로, 2014년 유럽 의회 선거에선 27.5% 득표로 영국내 제1당으로 성장했다. 이는 1910년 12월 영국 총선 이래 노동당이나 보수당보다도 더 많은 득표율을 기록한 전국선거이다.
2015년 영국 총선에서 UKIP는 12.6% 득표율을 기록하였으며, 지역구에선 처음으로 의석을 하나 챙기게 되었다.

## 2016년 국민투표
2012년 데이비드 캐머런 영국 총리는 유럽연합 탈퇴를 묻는 국민투표 요구를 거부하였으나, 국민들의 요구가 있다면 가까운 미래에 실시 할 수 있다고 제안하였다. BBC에 따르면, 캐머런 총리는 유럽연합 회원국으로서의 영국의 위치를 확고히 하고자하는 필요성은 영국 국민들의 깊은 가슴속 지지를 받고 있지만 전술적이고 전략적인 인내심이 요구된다고 하였다.
2013년 1월 캐머런 총리는 2015년 총선에서 보수당이 집권한다면, 재교섭안으로서 2017년 말까지 유럽연합 탈퇴 여부를 묻는 주민투표를 실시할 것이라고 발표하였다. 보수당은 2015년 영국 총선에서 승리하였고, 곧 영국 국회엔 유럽연합 주민투표 법안이 발의되었다. 당내의 양심투표 요구가 강해짐에 따라 캐머런 총리 본인은 개혁 약속을 받아낸 후 유럽 연합 잔류를 지지하였음에도, 내각 관료와 보수당 내 국회의원들에게 양심에 따라 찬반캠페인에 자유롭게 참여해도 된다고 허락하였다.
2016년 2월 22일 캐머런 총리는 영국 하원에서 국민투표가 2016년 6월 23일에 열릴 것이며, 국민투표에 따라 영국의 유럽연합 탈퇴가 결정될 수 있을 것에 대비해 리스본 조약의 제50조에 따른 법적 검토를 시작하였다고 발표했다. 캐머런 총리는 리스본 조약에 따라 국민투표에서 유럽연합 탈퇴가 결정되면 개표결과가 발표되는 바로 그 순간부터 2년간의 탈퇴 협상이 시작된다고 말했다.

### 찬반 진영
영국내 정치 정당 별로 찬반이 나뉘었는데, 보수당의 경우 양심투표를 결정함에 따라 당론적으로는 중립이 선언되었다. 노동당과 자유민주당, 녹색당, 스코틀랜드 국민당, 플라이드 컴리, 신페인, 얼스터 연합주의자당, 사회민주노동당, 북아일랜드 연합당 등 좌파 진영과 지역 민족주의 정당들은 유럽연합 잔류를 지지하고 있다. 반면, 영국 독립당과 민주연합당, 전통 연합주의자의 목소리, 이익보다는 국민 우선 연합과 같은 포퓰리스트나 브리튼 민족주의 정당 내지 극좌 정당들이 유럽연합 탈퇴를 지지하고 있다.
유럽연합 탈퇴 측의 공식 투표 캠페인 공식 명칭은 《탈퇴에 투표를》(Vote Leave)이다. 그 외에도 《Leave.EU》, 《Grassroots Out》, 《Better Off Out》 등의 캠페인도 동시다발적으로 진행되었다. 또한 유럽연합과 관련 없는 영연방 자유이동기구와 같은 단체도 유럽연합 탈퇴 측의 운동에 가세했다.

유럽연합 잔류 측의 공식 투표 캠페인 공식 명칭은 《유럽 속에서 더 강한 영국》(Britain Stronger in Europe)으로, 스튜어트 로스가 대표를 맡았다. 그 외에 각 정당들이 구성한 《Conservatives In》, 《Labour in for Britain》, 《#INtogether》, 《Greens for a Better Europe》등과 시민단체가 구성한 《Scientists for EU》, 《Environmentalists For Europe》, 《Universities for Europe》 《Another Europe is Possible.》 등이 있다.

국민투표 여론조사 그래프

### 개표 결과
| 51.9% | 48.1% |
| 찬성  | 반대  |

BBC에 따르면 개표는 2016년 6월 23일 자정부터 시작해 공식 결과는 이르면 6월 24일 아침에 나올 것이라고 보았다. 지브롤터는 시간대 상 영국에서 가장 먼저 투표를 시작해서 마치는 지역이기 때문에 개표 결과도 가장 먼저 발표할 것으로 예상되었고, 유럽연합 잔류가 압도적인 것으로 나왔다. 그러나 곧 잉글랜드 지역에서 개표가 시작되면서 개표 결과가 유럽 연합 탈퇴 쪽으로 기울기 시작했다. 반면 스코틀랜드와 북아일랜드, 런던은 큰 표차로 유럽 연합 잔류를 지지했다. 개표가 진행됨에 따라 BBC는 유럽 연합 탈퇴 진영이 국민투표에서 승리할 것으로 예상했다고 잠정 발표하였다.
6월 24일 아침 영국의 국민투표 공식 개표 결과, 유럽연합 탈퇴 찬성에 52%, 유럽연합 잔류 찬성에는 48%로 확정되었다.
| 2016년 영국의 유럽연합 국민투표 | 2016년 영국의 유럽연합 국민투표 | 2016년 영국의 유럽연합 국민투표 |
| 찬성 또는 반대                  | 득표수                          | 득표율                          |
| ------------------------------- | ------------------------------- | ------------------------------- |
| 유럽연합 탈퇴                   | 17,410,742                      | 51.89%                          |
| 유럽연합 잔류                   | 16,141,241                      | 48.11%                          |
| 유효표                          | 33,551,983                      | 99.92%                          |
| 무효표                          | 25,359                          | 0.08%                           |
| 총 득표수                       | 33,577,342                      | 100.00%                         |
| 투표율                          | 72.2%                           | 72.2%                           |
| 유권자수                        | 46,501,241                      | 46,501,241                      |
| 출처:                           |                                 |                                 |

## 유럽 연합 탈퇴 절차
리스본 조약 50조에 따르면 유럽 연합 회원국은 해당 국가의 헌법적 요구를 만족시키는 방법으로 유럽 연합을 탈퇴를 결정할 수 있다. 일단 회원국이 유럽 연합 탈퇴를 유럽 이사회에 통보하면, 탈퇴 신청국과 유럽 연합 간의 탈퇴 협상이 시작되며 향후 유럽 연합과의 외교 관계 등을 설정하게 된다. 모든 협상은 유럽 의회의 승인과 더불어 유럽 연합 인구의 최소 65% 이상을 대변하는 국가들로부터 72%의 찬성을 받아야 체결된다. 탈퇴 협상이 완료되든 완료되지 않든 협상 기간은 2년이며, 유럽 이사회가 만장일치로 동의할 경우에 연장할 수 있다. 영국은 유럽 연합과 이러한 협상 과정을 거치지 않고 1972년에 영국 의회가 제정한 '유럽 공동체법'을 폐지함으로써 탈퇴할 수도 있다.
탈퇴 협상은 EU 측에서는 히 버르호프스타트가, 영국 측에서는 테리사 메이와 내각 구성원들이 맡게 되었다. 2016년 7월 14일에는 테리사 메이 영국 총리에 의해 영국 유럽 연합 탈퇴부가 설립되었다. 2020년 1월 24일에는 유럽 연합과 영국 양측이 영국의 유럽 연합 탈퇴에 관한 협정에 서명했다. 2020년 1월 31일을 기해 영국은 유럽 연합에서 탈퇴했다.

## 영향

### 경제
영국 재무부는 유럽연합에 잔류하는 것이 자국 무역에 큰 이점으로 작용하기 때문에 유럽연합에서 탈퇴한다면 경제상황이 나빠질 것으로 예상했다.

### 분리 독립 운동
국민투표의 여론조사 결과 영국 전체에서는 찬반이 유사했지만 스코틀랜드 주민들은 유럽연합의 회원국으로 남는 것을 지지하는 여론이 높았다. 스코틀랜드 정치권은 브렉시트가 성사되면 독립을 재추진할 것이라 밝혔다. 역시 투표 결과에서도 스코틀랜드에서는 EU 잔류가 우세했지만 잉글랜드와 웨일스에서 탈퇴가 우세하였다.
스코틀랜드 국민당 소속 스코틀랜드 자치정부 수반 니컬라 스터전은 영국의 EU 탈퇴가 확정되자 스코틀랜드의 독립을 요구했다.

### 프랑스와의 국경 문제
오드프랑스의 주 장관인 자비에 베르트랑은 2016년 2월에 "영국이 유럽 연합에서 탈퇴한다면, 칼레에서 도버로 오가는 육로 교통로(채널 터널)의 자유로운 통행도 없을 것"이라고 말했다. 같은 달 프랑스의 경제산업부 장관 에마뉘엘 마크롱도 유럽 연합 탈퇴시 통행 협정이 위협받게 될 것이라고 지적하였다. 이 주장은 르 투케 협약(Le Touquet treaty)이 무산되어 양국 관계가 급격히 냉각될 것이라는 이유 때문에 논란이 됐다. 영국의 유럽 연합 탈퇴가 확정되자, 자비에 베르트랑은 프랑수아 올랑드에게 르 투케 협약의 재협상을 요구했다.

### 뉴질랜드 이민 및 이주 여부
영국이 유럽 연합 곁을 떠나게 하자, 뉴질랜드로 대거 이주한다는 문의 전화가 많이 나온다. 해당 문의 전화 발생 빈도는 브렉시트 이전 당시 대비 무려 9배나 증가한 것으로 나왔다.

## 같이 보기
- 그렉시트